# Chambrana

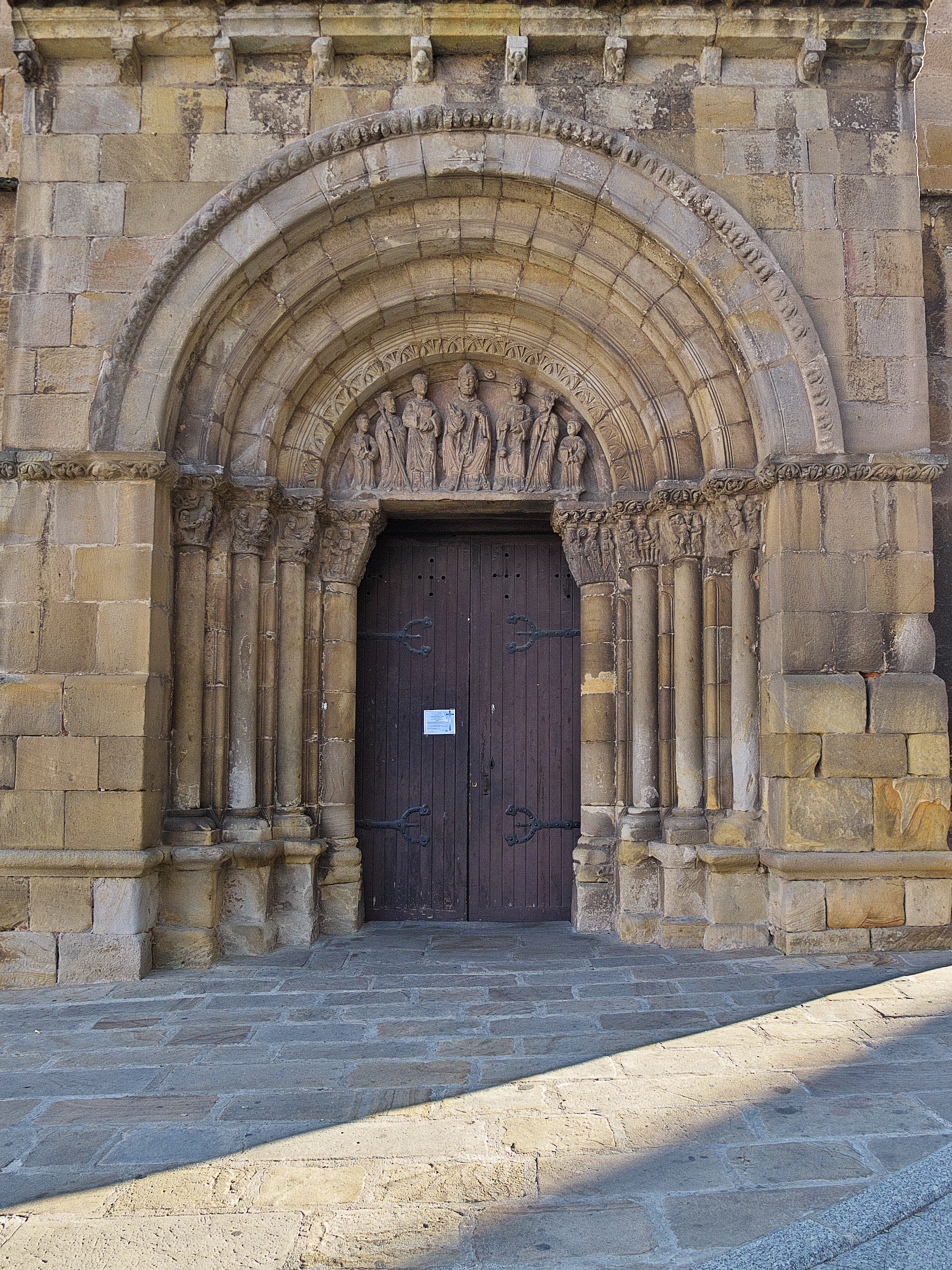
Portada de San Juan de Rabanera en Soria, España. La rosca exterior, semejante a una última arquivolta es la «chambrana», —en este caso labrada— que se apoya sobre una línea de imposta.

Una chambrana es una moldura que se pone alrededor de las puertas, ventanas, etc. Puede ser una simple moldura de toro o puede estar labrada con dibujos vegetales o geométricos. Es frecuente verlas en las portadas románicas, abrazando la última arquivolta. A veces en los textos se le llama también «guardapolvo» aunque por lo general este vocablo se emplea más para los retablos.

## Historia
Es un ornamento arquitectónico de origen egipcio. Los etruscos la llevarían a Italia y de allí llegaría a la península ibérica con los romanos, por lo que fue muy frecuente en el románico y posteriormente en el visigótico.

## Tipos de chambrana

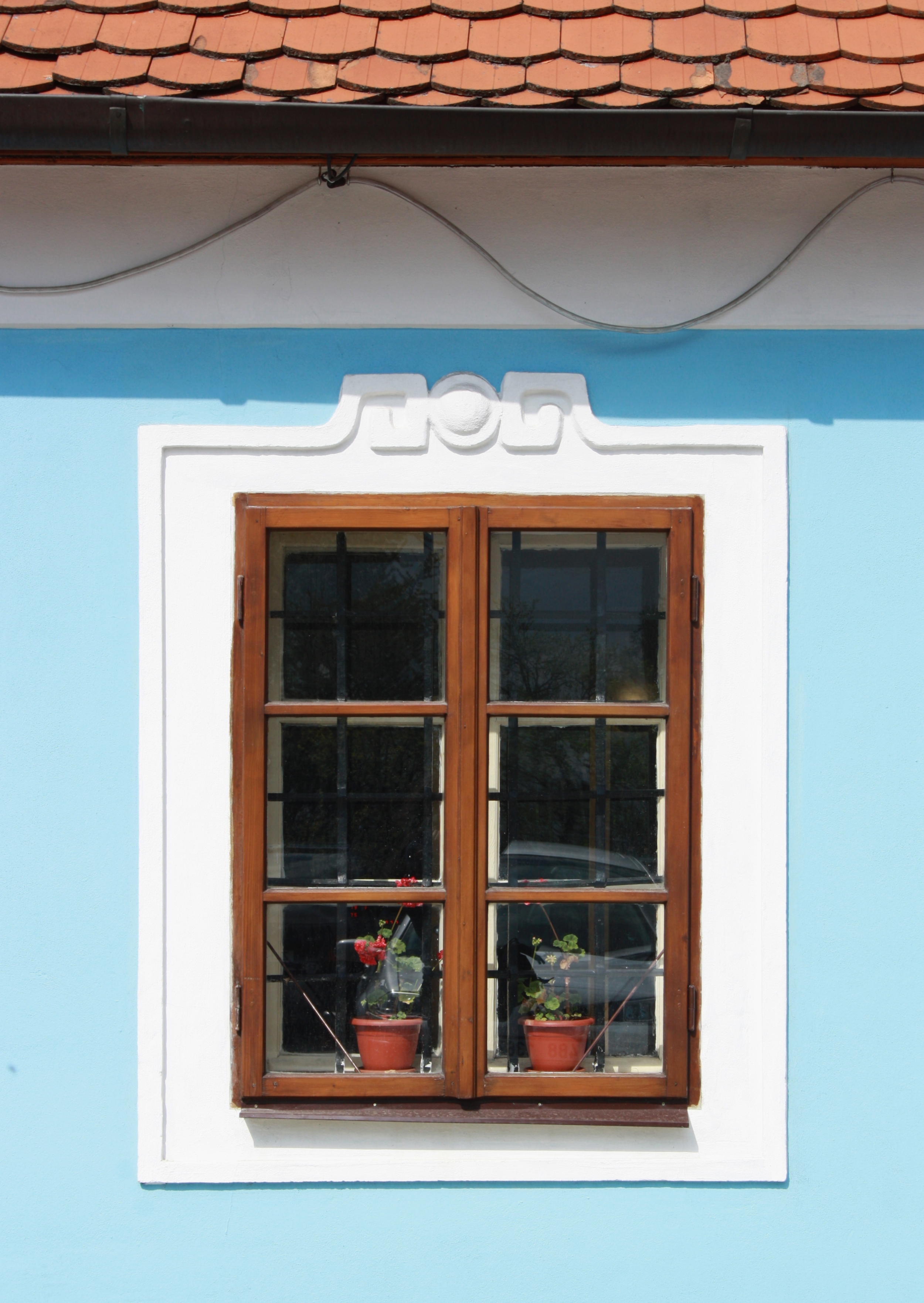
Chambrana en Moravec, República Checa.
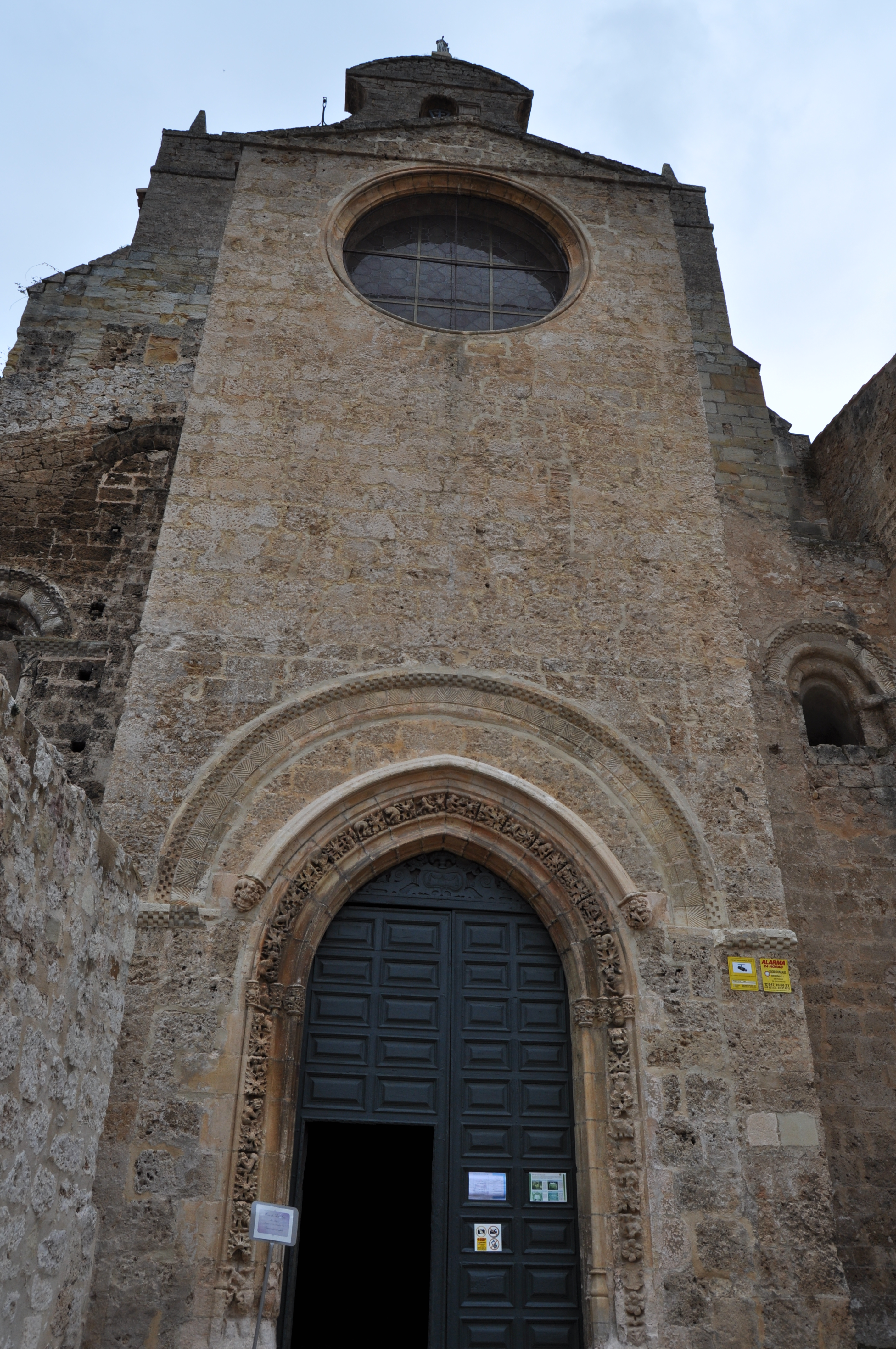
Doble chambrana sobre una escueta arquivolta en la portada de la iglesia del monasterio de San Salvador en Oña, Burgos. Siglo XI.
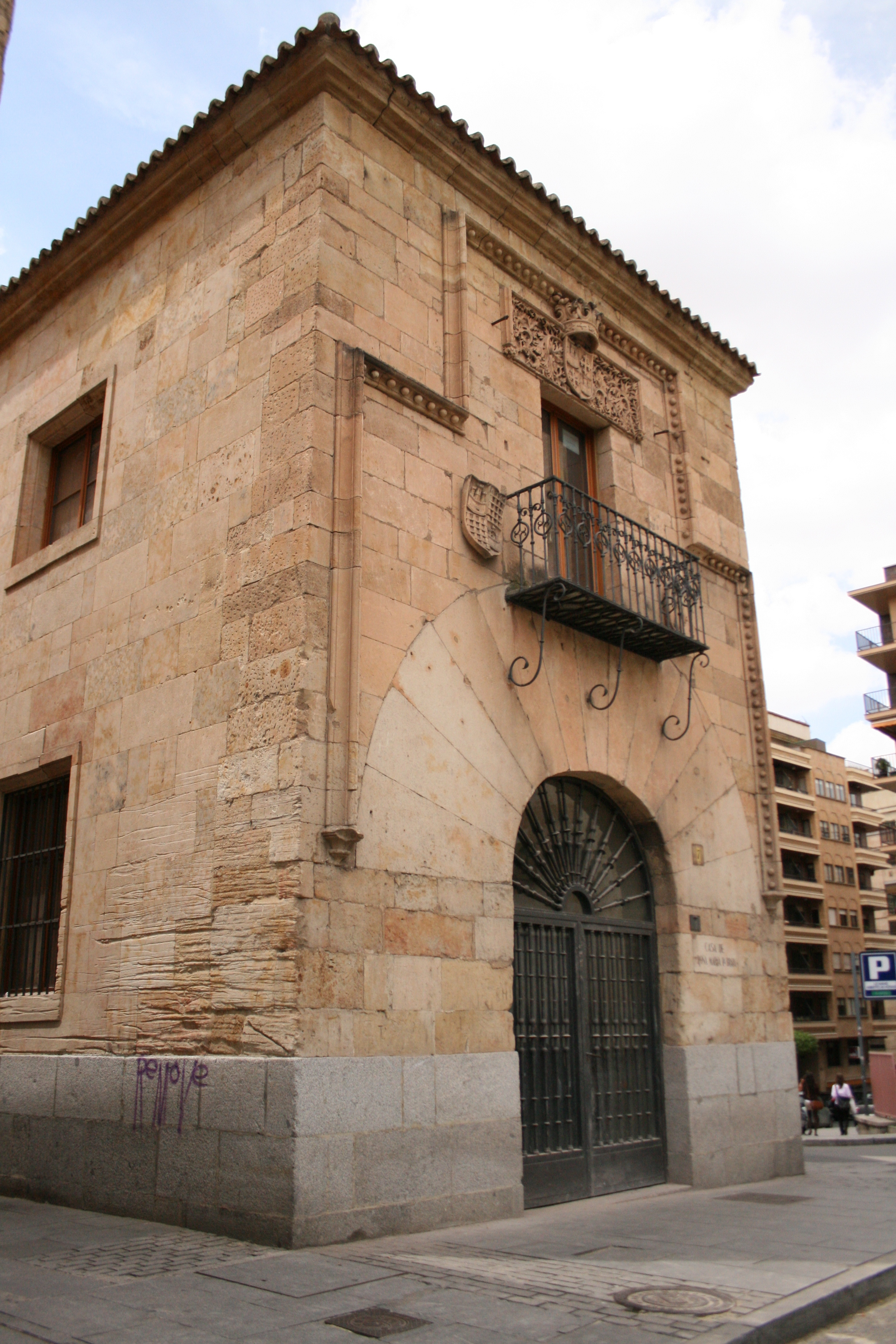
Chambrana con forma de herradura en la Casa de María la Brava, Salamanca. 1485.
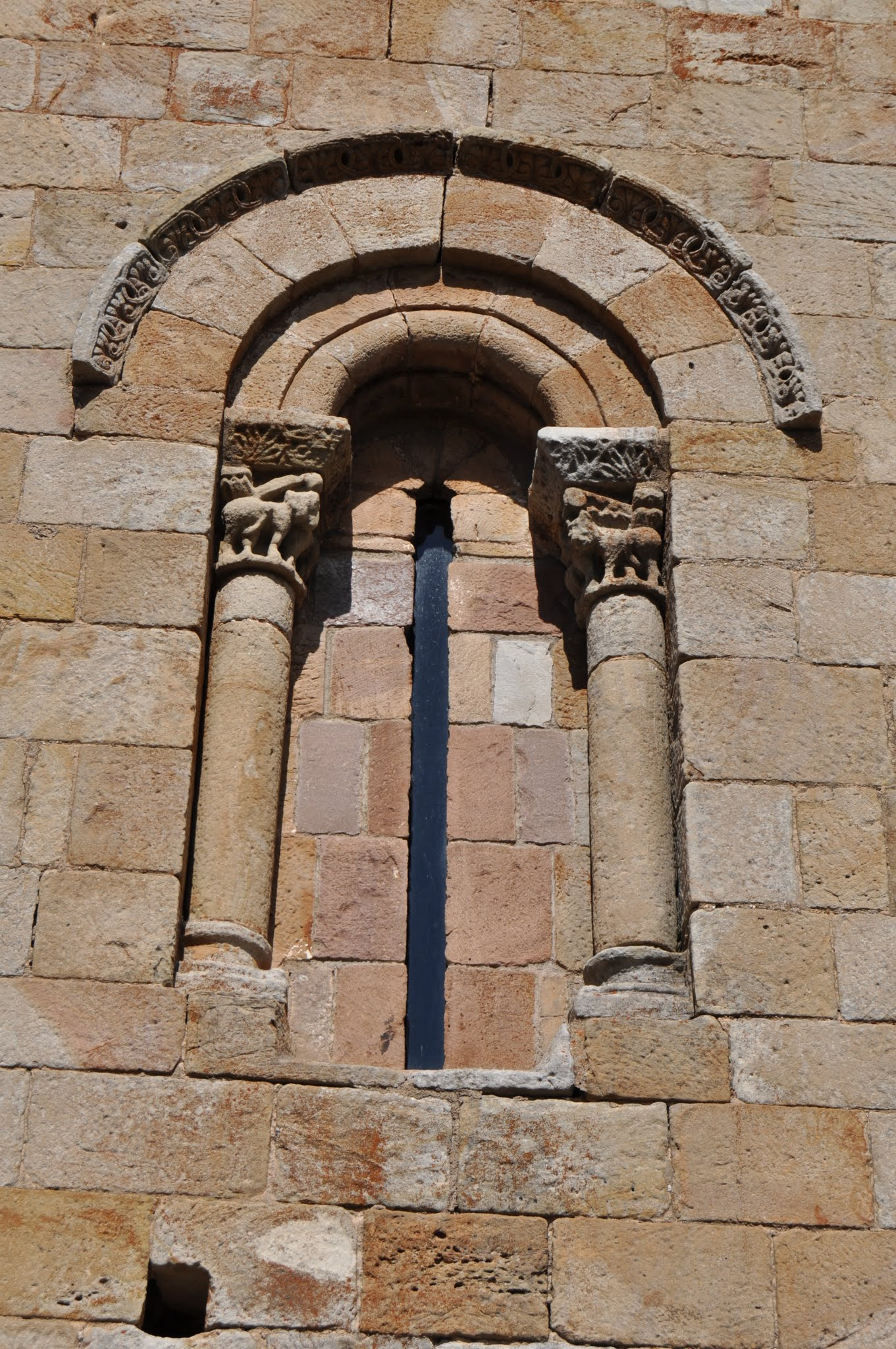
Chambrana prolongación de imposta en la colegiata de San Pedro, Cervatos (Cantabria). Hacia 1129.
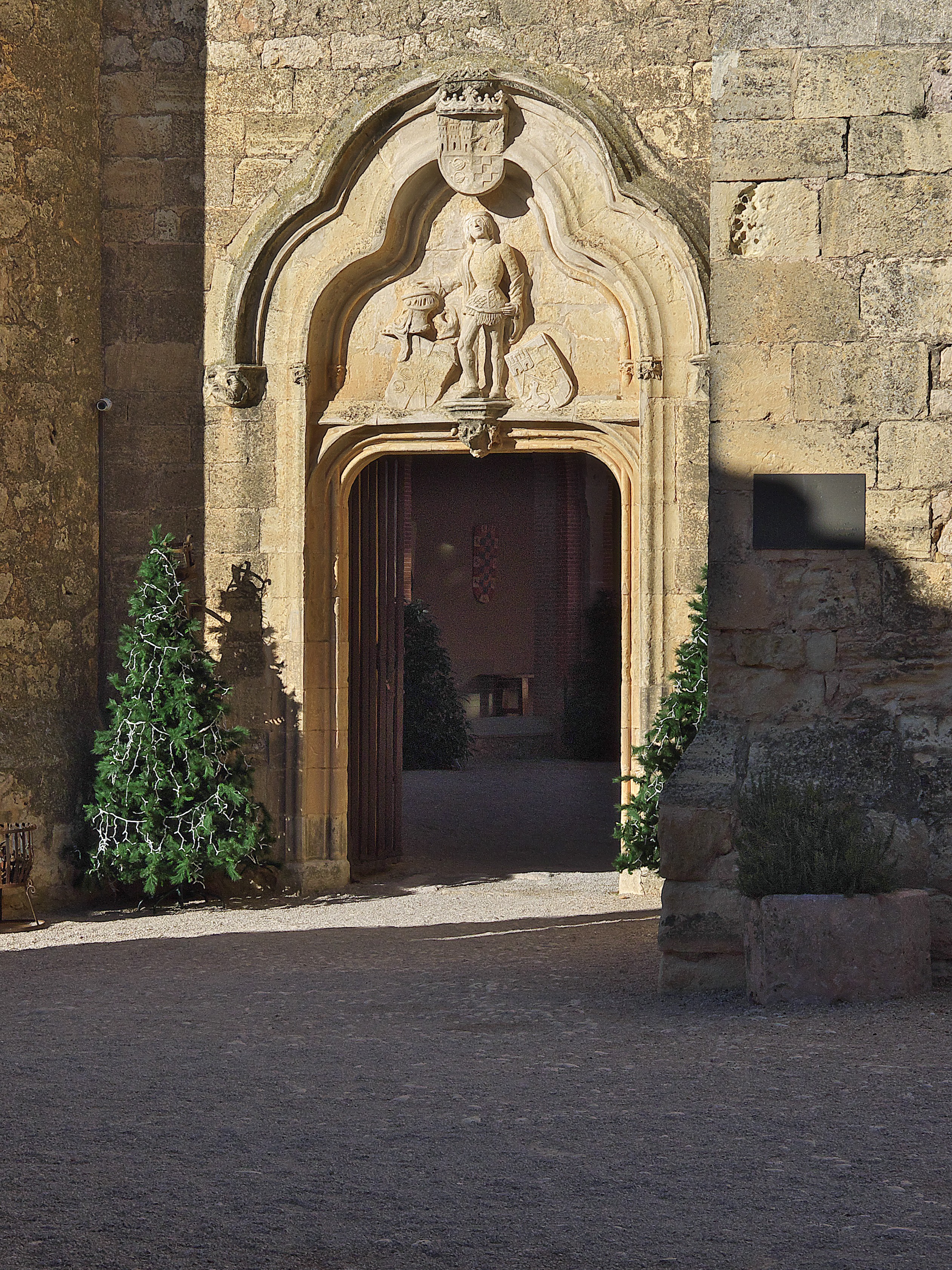
Chambrana trilobulada en la entrada al castillo-palacio de Juan Pacheco (marqués de Villena). Belmonte (Cuenca). Siglo XV.